# Kasteel Sovinec
Kasteel Sovinec (Duits: Eulenburg) is een groot kasteel in Noordoost-Tsjechië, gebouwd in het begin van de veertiende eeuw. In de 15de en 16de eeuw werd het kasteel uitgebreid met vleugels in de Laatgotische en Renaissance stijl; in de 17de eeuw werd er een Barok deel aan toegevoegd. In 1945 werd een deel van het kasteel door een grote brand verwoest. Naast het kasteel staat een kerkje in Empire-stijl, gebouwd in 1840. Het kasteel ligt bij het gelijknamige dorp Sovinec in de gemeente Jiříkov, en ligt in het Hrubý Jeseník gebergte, ongeveer 14 kilometer ten zuiden van Rýmařov.

## Geschiedenis
Kasteel Sovinec werd begin veertiende eeuw op een hoge rots gebouwd door de adellijke broers Vok en Pavel van Sovinec, leenheren van de bisschop van Olomouc. Het kasteel wordt voor het eerst genoemd in een geschrift van Pavel van Sovinec in 1332.
De Heren van Sovinec maakten deel uit van een Tsjechische tak van het oude adellijke Moravische geslacht Hrutovici. Bij het kasteel behoorde destijds een uitgestrekt grondgebied. Nadat het kasteel enkele malen van vader op zoon was overgegaan, werd het in 1623 verkocht aan de Duitse Orde, waarbij de Tsjechische taal van Sovinec verdween en er voortaan Duits gesproken werd.
Tijdens het beheer van de Duitse Orde vond de Dertigjarige Oorlog plaats, waarna het kasteel in handen viel van het Deense leger. De toenmalige kasteelheer Georg Wilhelm van Elkershausen werd gevangengezet, en het kasteel en de omgeving werden geplunderd door de Denen.
Na zijn vrijlating liet Georg Wilhelm het kasteel versterken en verdedigen door 600 goedgetrainde en bewapende soldaten. In 1642 veroverde maarschalk Lennart Torstenson met zijn Zweedse troepen het kasteel. Toen de Zweden kort daarna vertrokken lieten zij het kasteel in slechte staat achter. De Duitse Orde herstelde en versterkte het kasteel weer, zodat het opgewassen was tegen het ‘Turkse gevaar’, dat daarop volgde.
In de 18de eeuw ging het beheer over het landgoed over naar de nabijgelegen stad Bruntál, en verloor de Duitse Raad zijn interesse voor het kasteel. In 1784 werd het kasteel beschadigd door een blikseminslag, maar er werden slechts de hoogstnoodzakelijke reparaties uitgevoerd. Pas in 1837 werd het kasteel weer opgeknapt en werd er een jongensseminarium gevestigd. Vanaf 1903 diende het kasteel als zomerresidentie van de Duitse Raad.
Tijdens de bezetting (1939-’45) werd Sovinec geconfisqueerd door de nazi’s, en werd gebruikt als gevangenis voor speciale eenheden van de SS. Op de eerste dag van de bevrijding in 1945 werd het kasteel getroffen door een grote brand; volgens sommige bronnen aangestoken door het Russische leger. Vanaf 1960 valt het kasteel onder het Okresní vlastivědné středisko v Bruntále (tegenwoordig het Muzeum v Bruntále), dat zorgt voor het beheer en onderhoud van het kasteel. De Duitse Orde streeft er nog steeds naar om naar om het kasteel terug in bezit te krijgen.

## Bouw en restauratie
Oorspronkelijk was het kasteel klein en stond zich boven op een groep rotsen met daaromheen steil aflopende hellingen. Op een langwerpig rotsplateau stond een hoge wachttoren, met een doorsnede van 9,1 meter en daarbij versterkte muren van bijna 4 meter dik. Van dit oudste gedeelte is na de brand van 1784 weinig overgebleven.
In de 15de en 16de eeuw werd het kasteel flink uitgebreid, waarbij ook lager gelegen rotsen werden bebouwd. De 16de eeuw betekende en grote vooruitgang in de verdere bouw en ontwikkeling van het kasteel, en werd het meer een adellijk renaissanceslot; de renaissancearchitectuur is in het oostelijk en zuidelijk deel van het slot nog goed herkenbaar. Het zuidelijk gedeelte van het slot bevatte oorspronkelijk 2 verdiepingen; beneden was de wapenzaal, later veranderd in een kapel, en boven waren woonvertrekken, waaronder de zogenaamde priesterzaal. Dit nieuwe gedeelte van het slot werd aangevuld met vestingmuren rond een grote vierkante binnenplaats. Boven de hoge eerste verdieping bevond zich oorspronkelijk een houten galerij. In de 16de eeuw werd een groot gastenverblijf gebouwd met twee bijzondere poorten van zandsteen.
Na terugkeer uit zijn gevangenschap liet Georg Wilhelm (zie boven) het kasteel verbouwen tot een versterkte vesting. De buitenmuren werden verstevigd en versterkt met palissaden. De poorten werden met dikke ijzeren platen verzwaard. Aan de oostelijke zijde werd een massieve toren gebouwd met een naar voren uitstekend bastion.Tijdens de Dertigjarige oorlog was Sovinec de grootste vesting van Tsjechië. 
In de jaren 1844-’45 werd een deel van het kasteel gesloopt en in plaats daarvan werd een kerk gebouwd in Empire stijl. De oorspronkelijke achthoekige toren, gebouwd voor de Dertigjarige Oorlog ter bescherming van de hoofdpoort, werd omgebouwd tot kerktoren. De kerk behoort tot de belangrijkste gebouwen in deze stijl in Tsjechië.